# C/2009 Q7 (SOHO)
C/2009 Q7 (SOHO) – kometa jednopojawieniowa odkryta na zdjęciach SOHO przez Michała Kusiaka. Została odkryta 23 sierpnia 2009 roku. Należy do grupy komet Kreutza.